# Associazione Calcio La Dominante
L'Associazione Calcio La Dominante fou un club de futbol de la ciutat de Gènova (Itàlia).

## Història
El club nasqué el 27 de juliol de 1927 de la fusió de l'Andrea Doria i la Sampierdarenese. El nou club fou constituït per voluntat del règim feixista, que propugnava en aquells temps una decidida política de fusions entre els clubs ciutadans amb la voluntat de reduir la forta rivalitat entre els grups de seguidors i per garantir un nombre més gran possible de ciutats representades al campionat nacional.
Per la nova societat es va construir l'Stadio del Littorio de Cornigliano, i adoptà un uniforme completament negre, color de bon grat per als jerarques feixistes, al que s'afegí detalls, primer en blanc i més tard en verd. El nom feia referència a un dels sobrenoms de l'antiga República marinera de Gènova. Als seguidors, però, no els agradà la fusió i el nou club mai obtingué un gran suport.
La Dominante començà al campionat de Divisione Nazionale 1927-1928 classificant-se en desena posició d'un total d'onze participants en el grup B. Evità el descens per una ampliació de la categoria, però la temporada següent tornà a ser desena i baixà a la Sèrie B. El 1930, amb l'objectiu de millorar els resultats es fusionà amb un club dels afores de Gènova, el Corniglianese, donant vida a una nova entitat anomenada FBC Liguria.

## Cronologia
- 1927: Fundació de AC La Dominante.
- 1927-28: 10è al grup B de la Divisió Nacional.
- 1928-29: 10a al grup A de la Divisió Nacional, descens a la Sèrie B.
- 1929-30: 3a a la Sèrie B.
- 1930: Fusionada en FBC Liguria.